# Moos (film)
Moos is een Nederlandse romantische komedie geregisseerd door Job Gosschalk. Moos werd in 2016 als Telefilm door de NPO uitgezonden. 

## Het verhaal
De film speelt zich af in het Joodse milieu in Amsterdam. Sinds haar moeder is overleden, bestaat het leven van Moos uit het verzorgen van het huishouden en het helpen van haar vader in de winkel. Als haar oude jeugdvriend Sam terugkeert uit Israël, waar hij in het leger diende, dringt het tot Moos door dat het leven aan haar voorbijgaat. Ze besluit auditie te doen voor de Kleinkunstacademie. Leugens tegenover familie en vrienden over haar studie alsmede een affaire met een zangleraar zorgen ervoor dat het leven van Moos al snel een stuk gecompliceerder wordt. Maar: ook enerverender.
Hoofdrollen zijn er voor Jip Smit (Moos), Michiel Romeyn (vader) en Daniel Cornelissen (Sam).
Moos werd in 2017 ook in een aantal Noord-Amerikaanse bioscopen vertoond nadat een Amerikaanse distributeur de rechten had verworven.

## Ontvangst
"Scenario, regie en fotografie moeten zichtbaar roeien met de beperkte riemen; er zijn nul weidse scènes en shots. Maar alles blijft fier overeind, niet in de laatste plaats door het mooi klein gehouden spel van met name Michiel Romeyn, Jip Smit en Daniel Cornelissen als vader, dochter en stille liefde." (De Volkskrant) 